# クラウドナイン (芸能プロダクション)
株式会社クラウドナインは、日本の芸能プロダクション・音楽出版社。2019年2月に設立し、アーティストやクリエイターなど多岐にわたるタレントを抱えている。

## 沿革
- 2019年
  - 2月 - 株式会社ハイスピードボーイズでGReeeeNなどをマネジメントしていた千木良卓也が独立し設立。「クラウドナイン」という社名は千木良が命名し、 最高に幸せな状態や意気揚々を意味する言葉である[1]。
  - 3月 - Misaki、大宮陽和が所属。
  - 5月 - 石山意大、村上想楽が所属。
  - 6月 - みゆはんが所属。クラウドナインのロゴマークは、みゆはんが作成したもの。
  - 7月 - 吉岡眞子が所属。
  - 8月 - みゆはんの進言により代表の千木良がAdoに初めて連絡をする。

- 2020年
  - 6月 - Adoが所属。
  - 8月 - AdoのYouTube登録者数が10万人突破。
  - 10月 - Adoがユニバーサルミュージックからメジャー・デビュー。
- 2021年
  - 2月 - AdoのYouTube登録者数が100万人突破。
  - 7月 - ORIHARA、沼田ゾンビ!?、さぶろうが所属。
  - 9月 - 弱酸性、ケンカイヨシが所属。
  - 10月 - 伊根が所属。
  - 12月 - Ado『うっせぇわ』でMPA賞を獲得[2]。
- 2022年
  - 1月 - ORIHARA、沼田ゾンビ!?が「ILLUSTRATION 2022」に選出。
  - 4月 - shallmが所属。
  - 7月 - 栗林みな実、Δが所属。遠藤由香が取締役就任。
  - 8月 - Ado「新時代」がApple Musicチャートで全世界1位になる。
  - 9月 - 伊根がBillboardJAPANの Hot100LyricistsとHot100Composersで3位にランクイン。
  - 10月 - Adoがアメリカのゲフィンレコードとパートナーシップ締結。
  - 11月 - WOOMA、yoshimura feat.yoshimuraが所属。
  - 12月 - iga kittyが所属。
- 2023年
  - 1月 - 加藤礼愛、吉乃が所属。
  - 2月 - オンラインスクール「Cloud Box Lesson」を開校。
  - 4月 - てにをは、みきとPと業務提携。みゆはんのYouTube登録者数が10万人突破。
  - 5月 - 弱酸性が梟noteとしてSMLからメジャー・デビュー。
  - 7月 - 代表である千木良が日本音楽制作者連盟の理事に従事。
  - 8月 - Adoが「ROCK IN  JAPAN FESTIVAL2023」8月6日公演のヘッドライナーとして出演。
  - 9月 - 子会社「株式会社クラウドナインミュージック」を設立。
  - 9月 - ShallmがVirgin Musicよりメジャー・デビュー。
  - 9月 - 誰もがタイアップソングを音楽配信できるプラットフォーム「SHOWBIZ」をリリース。
  - 12月 - Adoが第74回NHK紅白歌合戦に出演。京都市・東本願寺の能舞台で「唱」を歌唱。

- 2024年
  - 2月 - キツネリが所属。
  - 2月 - Ado、キャリア初の世界ツアー「Wish」がスタート。
  - 3月 - MiMiが所属。
  - 4月 - クラウドナイン公式アプリ「Cloud Nine」をリリース。
  - 4月 - Adoが女性ソロアーティスト史上初となる国立競技場でのワンマンLIVE ｢Ado SPECIAL LIVE 2024『心臓』｣を開催。2日間で14万人の観客を動員。
  - 4月 - 株式会社アドウェイズより「The Swampman株式会社」をM&Aし、子会社化。
  - 5月 - コーポレートベンチャーキャピタル「CloudNine Venture Capital」を設立。
  - 6月 - ファントムシータが所属。
  - 8月 - 大宮陽和が徳間ジャパンコミニケーションズよりメジャーデビュー。
  - 9月 - 平手友梨奈が所属。
  - 10月 - MiMiがワーナーミュージックよりメジャーデビュー。
  - 10月 - 吉乃がポニーキャニオンよりメジャーデビュー。
  - 10月 - クラウドナイン5周年特別番組「雨音」がフジテレビにて放送。
  - 11月 -  ファントムシータ 1st LIVE 2024 「ハイネ」が日本武道館にて開催。
  - 12月 - 夜々が所属。
- 2025年
  - 1月 - ファントムシータ、キャリア初の世界ツアー「Moth to a flame」がスタート。
  - 1月 - 夜々がワーナーミュージックよりメジャーデビュー。
  - 3月 - 世界初、宇宙へ「人工生命アーティスト」を打ち上げるプロジェクトを発表
  - 4月 - Adoが大阪・関西万博のオープニングスペシャルライブを担当。
  - 4月 - Ado、日本人史上最大動員数の世界ツアー「Hibana」がスタート。
  - 6月 - 音楽プロダクション史上初、人気遊園地5ヶ所とコラボした音楽テーマパーク「CLOUD NINE PARK」を開催
  - 7月 - 渋谷109とのコラボレーションした企画「イチマルナイン」を開催
  - 8月 - 音楽スクール「CLOUD NINE SCHOOL」設立

## 所属アーティスト
※五十音順。
- Ado
- 伊根
- WOOMA
- ORIHARA
- 大宮陽和
- キツネリ
- 栗林みな実
- さぶろう
- 弱酸性
- shallm
- てにをは
- 沼田ゾンビ!?
- 平手友梨奈
- ファントムシータ
- みきとP
- Misaki
- MiMi
- 吉岡眞子
- 吉乃
- 夜々
- yoshimura feat.yoshimura

## 過去に所属していたアーティスト
※五十音順。
- 石山意大
- iga kitty
- 加藤礼愛
- ケンカイヨシ
- みゆはん

## 運営サービス
- SHOWBIZ

タイアップマッチング及び音楽配信プラットフォーム
- Cloud Box Lesson

ネットアーティスト向けオンラインレッスンサービス
- CloudNine Venture Capital

エンタテインメント事業者向けベンチャーキャピタル